# Brian Baloyi
Brian Bafana Baloyi (Alexandra, Sudáfrica, 16 de marzo de 1974) es un exfutbolista internacional sudafricano. Jugó de portero y su último equipo actual fue el Mamelodi Sundowns FC.

## Trayectoria
Brian Baloyi empezó su carrera futbolística jugando para varios equipos juveniles: Alexandra United, Longhorn FC y 
Balfour Park.
En 1993 ficha por el Kaizer Chiefs FC. Con este equipo gana una Liga, una Copa de Sudáfrica y una Recopa Africana. Fue el portero titular durante años, hasta que Rowen Fernández consiguió arrebatarle la titularidad. Finalmente Brian Baloyi, que superó los 300 partidos disputados con este club, decidió marcharse para poder seguir teniendo oportunidades.
En 2004 firma un contrato con su actual club, el Mamelodi Sundown. Con este equipo gana el título de Liga en dos ocasiones (Premier Soccer League 2005-06 y Premier Soccer League 2006-07). También conquista una Copa de Sudáfrica.

## Selección nacional
Baloyi Fue internacional con la selección de fútbol de Sudáfrica en 24 ocasiones. Debutó contra Holanda el 4 de junio de 1997. En el partido, que terminó con derrota por 2-0 para los Bafana Bafana, fue testigo de un gol de larga distancia de Giovanni van Bronckhorst. Jugó en la selección nacional de fútbol de Sudáfrica y formó parte del equipo que viajó a Arabia Saudí para disputar la Copa FIFA Confederaciones 1997, donde jugó el último partido de la fase de grupos, en el que perdieron por 4-3 contra Uruguay. 
Fue convocado para la Copa Mundial de Fútbol de 1998, aunque finalmente no llegó a debutar en ese torneo. Ese mismo año disputó la Copa Africana de Naciones, ayudando a su equipo a llegar a la final (Egipto 2-0 Sudáfrica).
Estuvo con su país en el Torneo masculino de fútbol en los Juegos Olímpicos de Sídney 2000, aunque no llegó a jugar ningún partido en esas olimpiadas.
Disputó un encuentro en la Copa FIFA Confederaciones 1997 (contra Uruguay); en la edición de 2009 no disfrutó de oportunidades, ya que su compatriota Itumeleng Khune fue el titular indiscutible en la portería.
A pesar de sus pretensiones de retirarse, Baloyi fue convocado por Joel Santana para la Copa FIFA Confederaciones 2009, pero sólo fue la tercera opción de Santana, por detrás de Itumeleng Khune y Rowen Fernández.

## Clubes
| Club                            | País      | Año       |
| ------------------------------- | --------- | --------- |
| Kaizer Chiefs FC                | Sudáfrica | 1993-2004 |
| Mamelodi Sundowns Football Club | Sudáfrica | 2004-2010 |

## Palmarés
- 3 Ligas de Sudáfrica (Kaizer Chiefs, 2003-04; Mamelodi Sundowns, 2005-06 y 2006-07)
- 2 Copas de Sudáfrica (Kaizer Chiefs, 2000; Mamelodi Sundowns, 2008)
- 3 MTN 8 (Kaizer Chiefs, 1994 y 2001; Mamelodi Sundowns, 2007)
- 3 Vodacom Challenge (Kaizer Chiefs; 2000, 2001 y 2003)
- 5 Telkom Knockout (Kaizer Chiefs; 1997, 1998, 2001, 2003 y 2004)
- 1 Recopa Africana (Kaizer Chiefs, 2001)